# Ilargi
Ilargi, Ile eller Ilazki (baskiska: "Månen") var månens gudinna i baskisk mytologi.
Hon var syster till solgudinnan Eguzku och dotter till jordens gudinna Amalur, till vars livmoder, Itxasgorrieta, hon återvände varje soluppgång. De gamla ibererna och baskerna tillbad henne i en ceremoni varje soluppgång, då hon gick till vila. 